# إيزوإندول
إيزوإندول (أو الأيزوإندول) في الكيمياء الحلقية الغير متجانسة  عبارة عن بنزو بيرول منصهر . ويعتبر هذا المركب أيزومر «قرين» للإندول ، وتتمثل صورته المختزلة في الأيزوإندولين .
في المحاليل ، تكون صورته الأيزوميرية المتحولة من دون الأروماتية الكاملة على نطاق الحلقة بأكملها هي السائدة . [بحاجة لمصدر]
وبالتالي ، فإن هذا المركب يشبه البيرول أكثر من الإيمين . ,ويمثل الأيزوإندول الوحدة البنائية للفثالوسيانين والذي يكون ذو صلة بالصبغات .

## أيزوإندول - 1، 3- ثنائي الكيتون
الفثاليميد الهامة تجارياً هي عبارة عن أيزوإندول - 1، 3- ثنائي الكيتون ذو مجموعتين من الكربونيل مرتبطتين بالحلقة غير المتجانسة . ويمثل الثاليدوميد دواء سيء السمعة (شائن) استند إلى هذا الإطار .

## معرض صور